# Танжело-Парк (Флорида)
Танжело-Парк (англ. Tangelo Park) — статистически обособленная местность, расположенная в округе Ориндж (штат Флорида, США) с населением в 2430 человек по статистическим данным переписи 2000 года.

## География
По данным Бюро переписи населения США статистически обособленная местность Танжело-Парк имеет общую площадь в 0,78 квадратных километров, водных ресурсов в черте населённого пункта не имеется.
Статистически обособленная местность Танжело-Парк расположена на высоте 29 м над уровнем моря.

## Демография
По данным переписи населения 2000 года в Танжело-Парк проживало 2430 человек, 595 семей, насчитывалось 747 домашних хозяйств и 784 жилых дома. Средняя плотность населения составляла около 3115,38 человек на один квадратный километр. Расовый состав населённого пункта распределился следующим образом: 7,41 % белых, 89,05 % — чёрных или афроамериканцев, 0,12 % — коренных американцев, 0,21 % — азиатов, 0,08 % — выходцев с тихоокеанских островов, 1,98 % — представителей смешанных рас, 1,15 % — других народностей. Испаноговорящие составили 2,63 % от всех жителей статистически обособленной местности.
Из 747 домашних хозяйств в 37,8 % воспитывали детей в возрасте до 18 лет, 42,3 % представляли собой совместно проживающие супружеские пары, в 30,8 % семей женщины проживали без мужей, 20,3 % не имели семей. 15,5 % от общего числа семей на момент переписи жили самостоятельно, при этом 4,6 % составили одинокие пожилые люди в возрасте 65 лет и старше. Средний размер домашнего хозяйства составил 3,25 человек, а средний размер семьи — 3,58 человек.
Население статистически обособленной местности по возрастному диапазону по данным переписи 2000 года распределилось следующим образом: 33,5 % — жители младше 18 лет, 9,5 % — между 18 и 24 годами, 26,5 % — от 25 до 44 лет, 23,0 % — от 45 до 64 лет и 7,4 % — в возрасте 65 лет и старше. Средний возраст жителей составил 30 лет. На каждые 100 женщин в Танжело-Парк приходилось 93,6 мужчин, при этом на каждые сто женщин 18 лет и старше приходилось 80,0 мужчин также старше 18 лет.
Средний доход на одно домашнее хозяйство статистически обособленной местности составил 32 568 долларов США, а средний доход на одну семью — 33 710 долларов. При этом мужчины имели средний доход в 22 379 долларов США в год против 20 027 долларов среднегодового дохода у женщин. Доход на душу населения статистически обособленной местности составил 32 568 долларов в год. 11,3 % от всего числа семей в населённом пункте и 13,9 % от всей численности населения находилось на момент переписи населения за чертой бедности, при этом 16,4 % из них были моложе 18 лет и 7,1 % — в возрасте 65 лет и старше.